# Taleswapper
Taleswapper är ett svenskt heavy metal-band från Alfta, bildat 1999 av Kris Dybeck, Anders Broman, Petter Midtsian och Karl Svedåker. Två år in i sin karriär fick bandet ett skivkontrakt med det amerikanska skivbolaget JCM Records. Tillammans med bland annat Majesty, och deras singel "Keep it True", så marknadsfördes bandets singel "Tears of Snow" i USA, men samarbetet med JCM Records slutade tvärt efter bara några månader. Bandet fick under 2001 meningsskiljningar inom bandet och Midtsian byttes ut med den nya gitarristen Markus Albertson. Innan Albertson hann vara med på någon inspelning så gick denne vidare till Bloodbound. 
Albertson och Svedåker kom senare att spela tillsammans i bandet Gormathon. Broman är numera även medlem i Bloodbound, dock spelade aldrig han i det bandet samtidigt som Albertson var medlem.

## Medlemmar

### Nuvarande medlemmar
- Kris Dybeck – sång (1999– )
- Anders Broman – gitarr (1999– )
- Kristoffer Hansson – basgitarr (2018– )
- Steve Hellkite – trummor (2019–)

### Tidigare medlemmar
- Petter Midstian – gitarr (1999–2001)
- Markus Albertson – gitarr (2001–2006)
- Karl Svedåker – basgitarr (1999–2006)
- Lars Rignell – trummor (1999–2006)
- Horst Kindermann – trummor (2006–2017)
- Vegart Dûshecz – trummor, gitarr (2018–2019)

## Diskografi

### Studioalbum
- 2010 – Abiko no.53 - The Final Formula[8]

### Samlingsalbum
- 2001 – Power From The Underground Vol. 1[9]